# آبشار ویلامت
آبشار ویلامت (به انگلیسی: Willamette Falls) آبشاری است به پهنای ۴۶۰ متر که در کشور ایالات متحده آمریکا واقع شده‌است و بلندترین ریزشگاه آن ۱۲ متر ارتفاع دارد.
حوضهٔ آبریز این آبشار، رودخانه ویلامت است که میانگین سرعت جریان سالیانهٔ آن، ۸۷۴ مترمکعب بر ثانیه است.

## نگارخانه

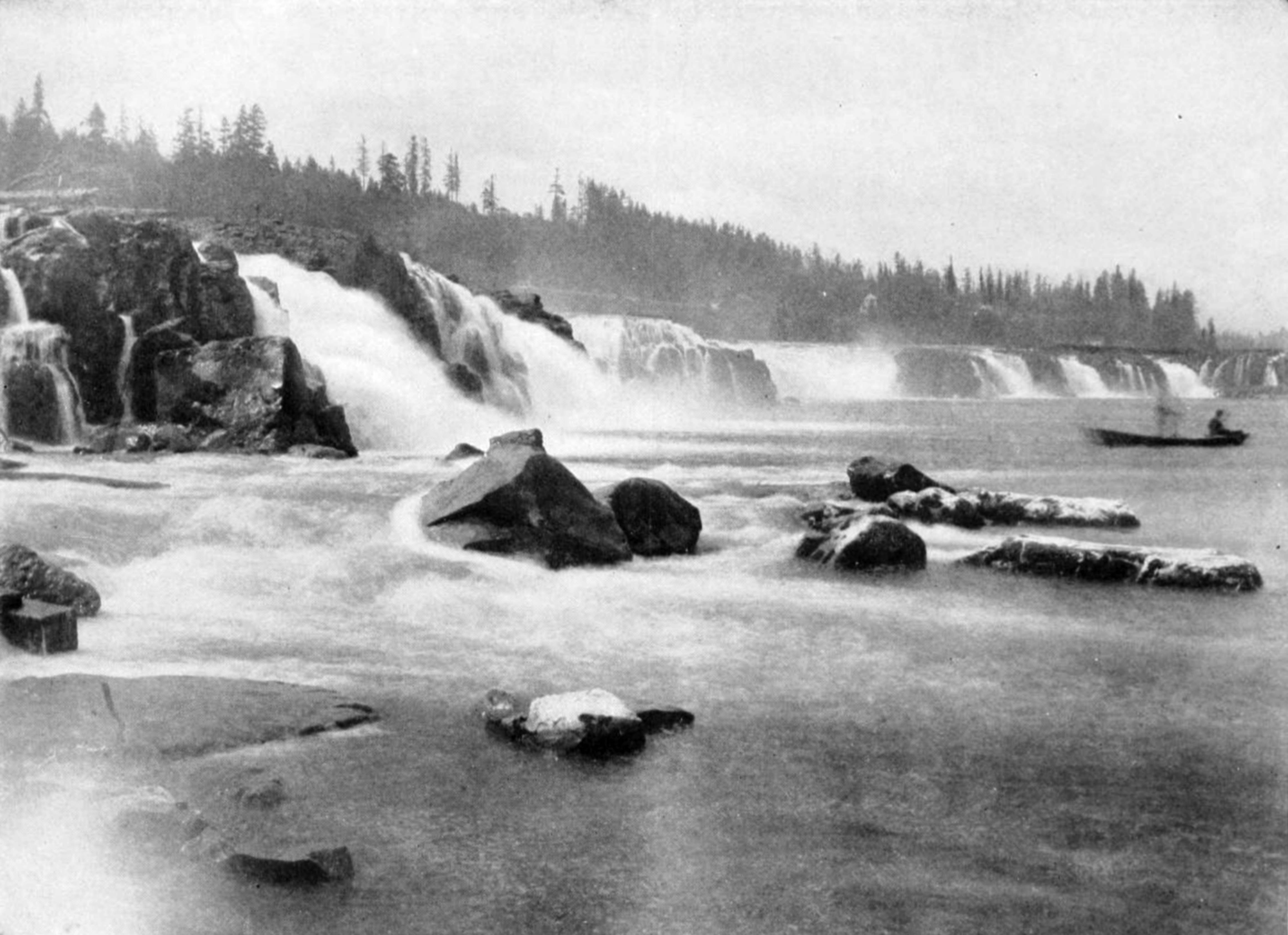
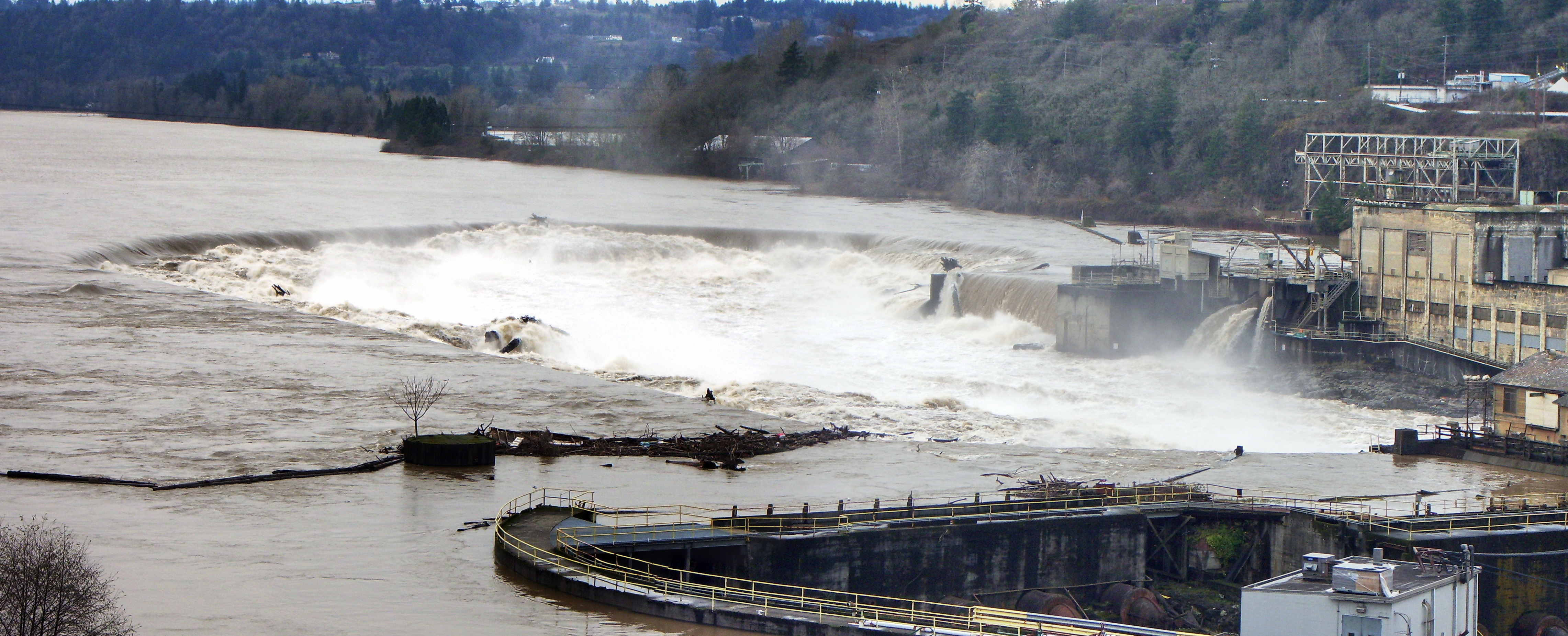
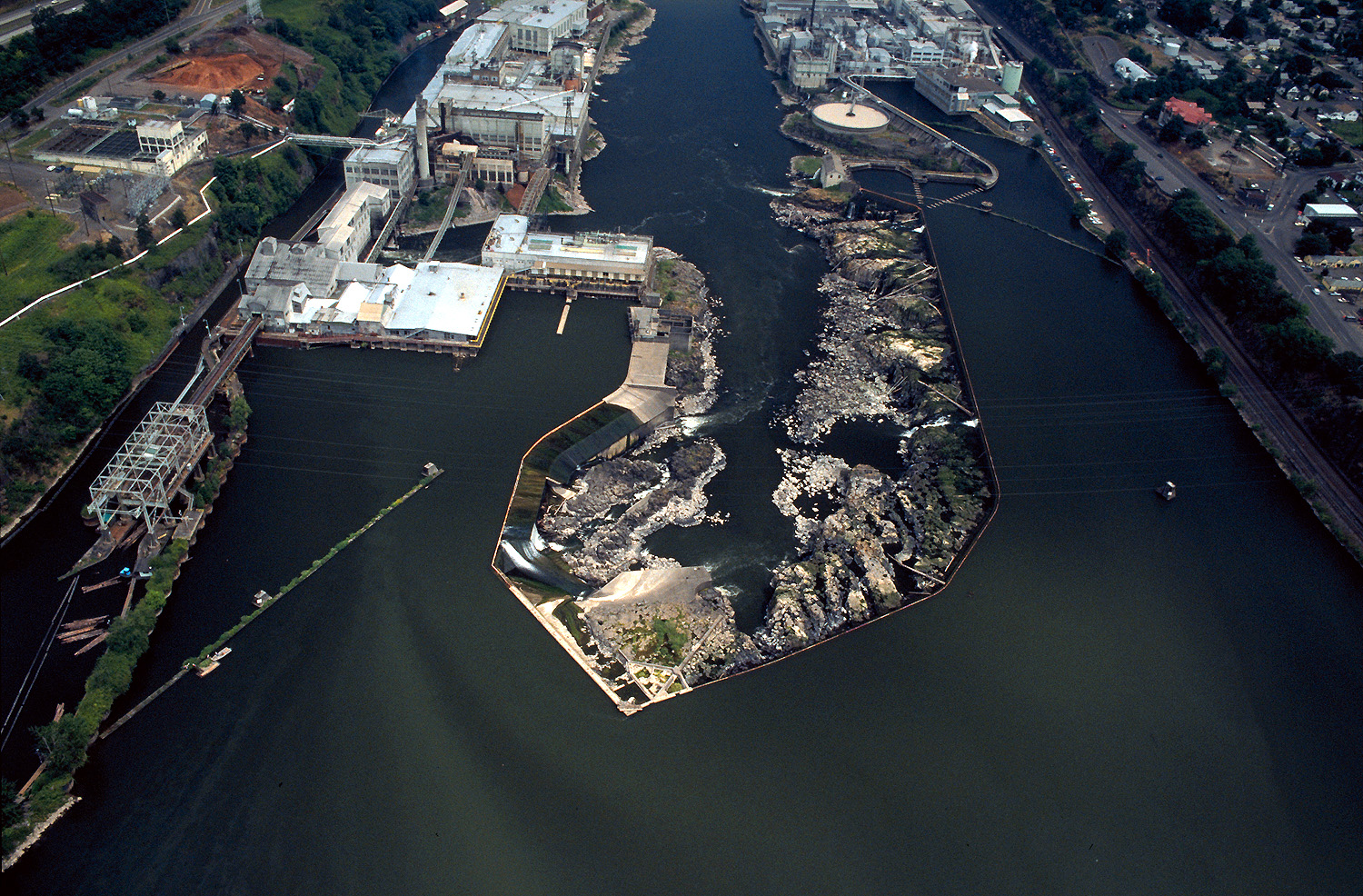
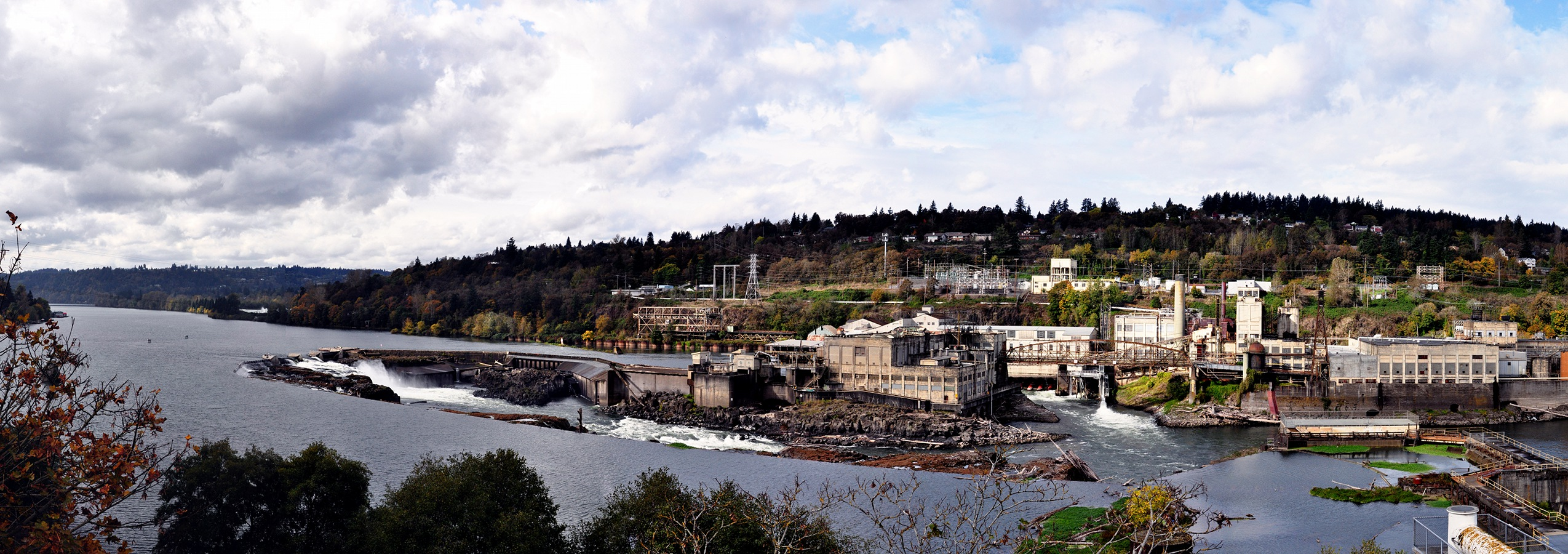